# گیتانجلی (فیلم ۱۹۸۹)
گیتانجلی (به هندی: Geethanjali) فیلمی محصول سال ۱۹۸۹ و به کارگردانی مانی راتنام است. در این فیلم بازیگرانی همچون آکینی ناگرجونا، گیریجا شتر و سیلک سمیتا ایفای نقش کرده‌اند.